# Вашингтон Арубі
Вашингтон Арубі (англ. Washington Arubi, нар. 29 серпня 1985, Нортон) — зімбабвійський футболіст, воротар південнофриканського клубу «Марумо Галлантс» та національної збірної Зімбабве.
Виступав також за клуб «Юніверсіті оф Преторія».

## Клубна кар'єра
У дорослому футболі дебютував 2005 року виступами за команду «Ланкашір Стіл», у якій провів один сезон, взявши участь у 29 матчах чемпіонату. 
Згодом з 2007 по 2012 рік грав у складі команд «Гайлендерс», «Банту» та «Дайнамоз».
Своєю грою за останню команду привернув увагу представників тренерського штабу клубу «Юніверсіті оф Преторія», до складу якого приєднався 2012 року. Відіграв за команду з Преторії наступні чотири сезони своєї ігрової кар'єри. Більшість часу, проведеного у складі «Юніверсіті оф Преторія», був основним гравцем команди.
Протягом 2016—2024 років захищав кольори клубів «Мпумаланга Блек Ейсез», «Стелленбош», «Суперспорт Юнайтед», «Чахума» та «Суперспорт Юнайтед».
До складу клубу «Марумо Галлантс» приєднався 2024 року. Станом на 26 березня 2025 року відіграв за команду з Блумфонтейна 17 матчів в національному чемпіонаті.

## Виступи за збірні
Протягом 1999–2005 років залучався до складу молодіжної збірної Зімбабве. На молодіжному рівні зіграв у 23 офіційних матчах.
2006 року дебютував в офіційних матчах у складі національної збірної Зімбабве.
| Дата      | Місто  | Господарі | Результат | Гості    | Турнір                     | Голи | Примітки |
| --------- | ------ | --------- | --------- | -------- | -------------------------- | ---- | -------- |
| 11-7-2021 | Гебеха | Намібія   | 2 – 0     | Зімбабве | COSAFA Cup 2021 - 1-й етап | -2   |          |
| Усього    |        | Матчів    | 1         |          | Голів                      | -2   |          |